# San Rafael (California)
San Rafael è un centro abitato (City) degli Stati Uniti d'America, situato nella contea di Marin dello Stato della California, gemellato con il comune italiano di Lonate Pozzolo.
Nel censimento del 2010 la popolazione era di 57 713 abitanti.

## Geografia fisica
Secondo i rilevamenti dell'United States Census Bureau, San Rafael si estende su una superficie di 58,1 km², di cui 43,0 di terre e 15,1 occupati da acqua.

## Infrastrutture e trasporti
La città di San Rafael è servita dalle stazioni ferroviarie di Marin Civic Center e San Rafael Transit Center, aperte al pubblico rispettivamente il 29 giugno 2017 e l'8 luglio 2017, che sono servite dai treni del servizio ferroviario suburbano Sonoma-Marin Area Rail Transit.